# Gaston Cros
Coronel Marie Augstin Gaston Cros (conhecido como Gaston Cros ) (6 de outubro de 1861 - 10 de maio de 1915) foi um oficial do exército francês e arqueólogo. Ele nasceu na Alsácia e foi deslocado quando esse território foi incorporado ao Império Alemão . Ele ingressou no exército francês como tenente e entrou em ação em Tonkin antes de passar vários anos fazendo pesquisas na Tunísia, recebendo as honras de membro das ordens vietnamitas e tunisianas e nomeado cavaleiro da Legião de Honra . Em 1901, Cros foi nomeado chefe da expedição arqueológica francesa a Girsu, no Iraque, para continuar o trabalho de Ernest de Sarzec . Seu trabalho nos cinco anos seguintes incluiu o traçado dos 32.5 ft (9.9 m) espessa muralha da cidade e por seu trabalho recebeu uma carta de recomendação de Gaston Doumergue, Ministro de Belas Artes, e o prêmio das Palmas de Ouro da Ordre des Palmes Académiques . Promovido a tenente-coronel, Cros serviu no protetorado francês do Marrocos a partir de 1913, participando da Guerra Zaian.
Após a eclosão da Primeira Guerra Mundial, Cros foi chamado de volta à França metropolitana e lutou em defesa de Paris na Primeira Batalha do Marne, liderando uma unidade ad hoc de zouaves e tirailleurs . Ele foi ferido e passou dois dias dirigindo suas tropas de uma carruagem puxada por cavalos antes de ser forçado a deixar seu comando. Em 15 de setembro de 1914 foi promovido a coronel e posteriormente recebeu o comando da 2ª Brigada Marroquina que liderou na Batalha de Yser e na Segunda Batalha de Artois . Foi em Artois que ele foi morto em um contra-ataque alemão. O nome de Cros está registrado ao lado do do Coronel Pein, que comandou a 1ª Brigada Marroquina em Artois, no Memorial da Divisão Marroquina em Vimy.

## Biografia
Marie Augstin Gaston Cros nasceu às 2h00 de 6 de outubro de 1861, filha de Hippolyte Cros, um advogado, e Marie Petronille Reine Scherb em Saverne, Bas-Rhin, na região da Alsácia. Depois que a Alsácia foi incorporada ao Império Alemão após a Guerra Franco-Prussiana de 1871, a família de Cros optou por manter sua nacionalidade francesa e mudou-se para Lunéville em Meurthe-et-Moselle. Cros se ofereceu para uma comissão de cinco anos com o exército francês em 25 de outubro de 1881 em Nancy. Quatro dias depois, ele foi matriculado na Ecole Spéciale Militaire de Saint-Cyr como cadete, onde se formou em 1º de outubro de 1883, classificado em 261º lugar entre 342 de sua classe. Cros foi comissionado no 128º Regimento de Infantaria como subtenente e frequentou a L'Ecole du Tir (escola de pontaria) em 1885, onde ficou em 25º lugar entre 76 participantes.
Cros foi transferido para o 4º Tonkinese Rifles em 3 de junho de 1887 e prestou serviço ativo em Tonkin (norte do Vietnã) de 19 de junho de 1887 a 14 de setembro de 1888, juntando-se ao 105º Regimento de Infantaria como tenente em 5 de outubro de 1887. Ele foi premiado com a medalha comemorativa da Expedição Tonkin por seu trabalho no país.
Em 25 de janeiro de 1889, Cros foi transferido para o 4º Regimento de Zouave e esteve em serviço ativo na Tunísia de 11 de março de 1889 a 27 de abril de 1898. Ele foi anexado ao Serviço Geográfico do Exército de 1891 a 1893 e fez vários levantamentos topográficos do deserto do Saara. Cros foi nomeado cavaleiro da Ordem do Dragão de Annam e membro da Ordem da Glória da Tunísia em 10 de outubro de 1889 em reconhecimento por seu serviço em Tonkin e na Tunísia. Ele foi promovido a capitão em 10 de julho de 1894 e tornou-se cavaleiro da Legião de Honra em 29 de dezembro de 1896. Cros foi transferido para o 39º Regimento de Infantaria em 5 de abril de 1898 e serviu com eles na Argélia de 11 de novembro de 1899 a 1º de junho de 1900.

## Trabalho arqueológico em Tello

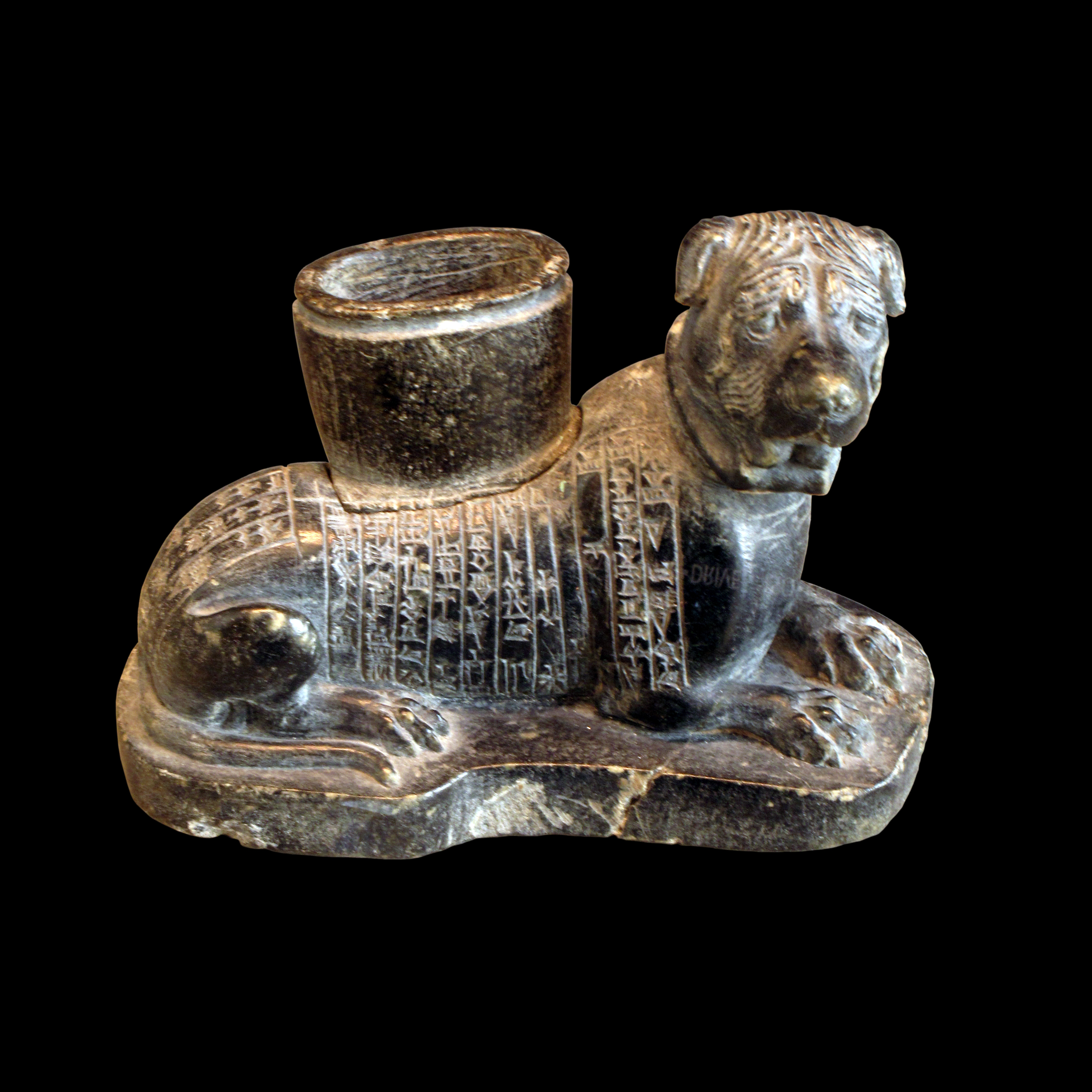
Um cão votivo escavado por Cros de Tello em 1904

A partir de dezembro de 1901, Cros foi colocado no comando da Expedição Tello liderada pelos franceses ao sítio arqueológico de Girsu, no Iraque . Ele substituiu o falecido Ernest de Sarzec, o cônsul francês de Basra, falecido em 1901 e que escavava Tello desde 1877, tendo iniciado a redescoberta da civilização suméria. A nomeação de um militar para esta posição pode ter sido influenciada pela revolta dos árabes Muntafiq contra o Império Otomano, que criou um ambiente hostil para os arqueólogos. O conhecimento de arqueologia de Cros, como o de Sarzac, veio de um interesse puramente amador no assunto, embora ele tivesse uma compreensão completa da topografia do deserto desde seus dias de agrimensura. Um dos primeiros atos de Cros foi mover o local do acampamento francês para mais perto da área de escavação, tendo sido anteriormente situado a uma hora de viagem. Isso o tornou menos defensável e mais distante do abastecimento de água, mas ele resolveu esses problemas negociando proteção com os árabes Karagul locais e coordenando a construção de um novo reservatório abastecido com água por comboios de caravanas.

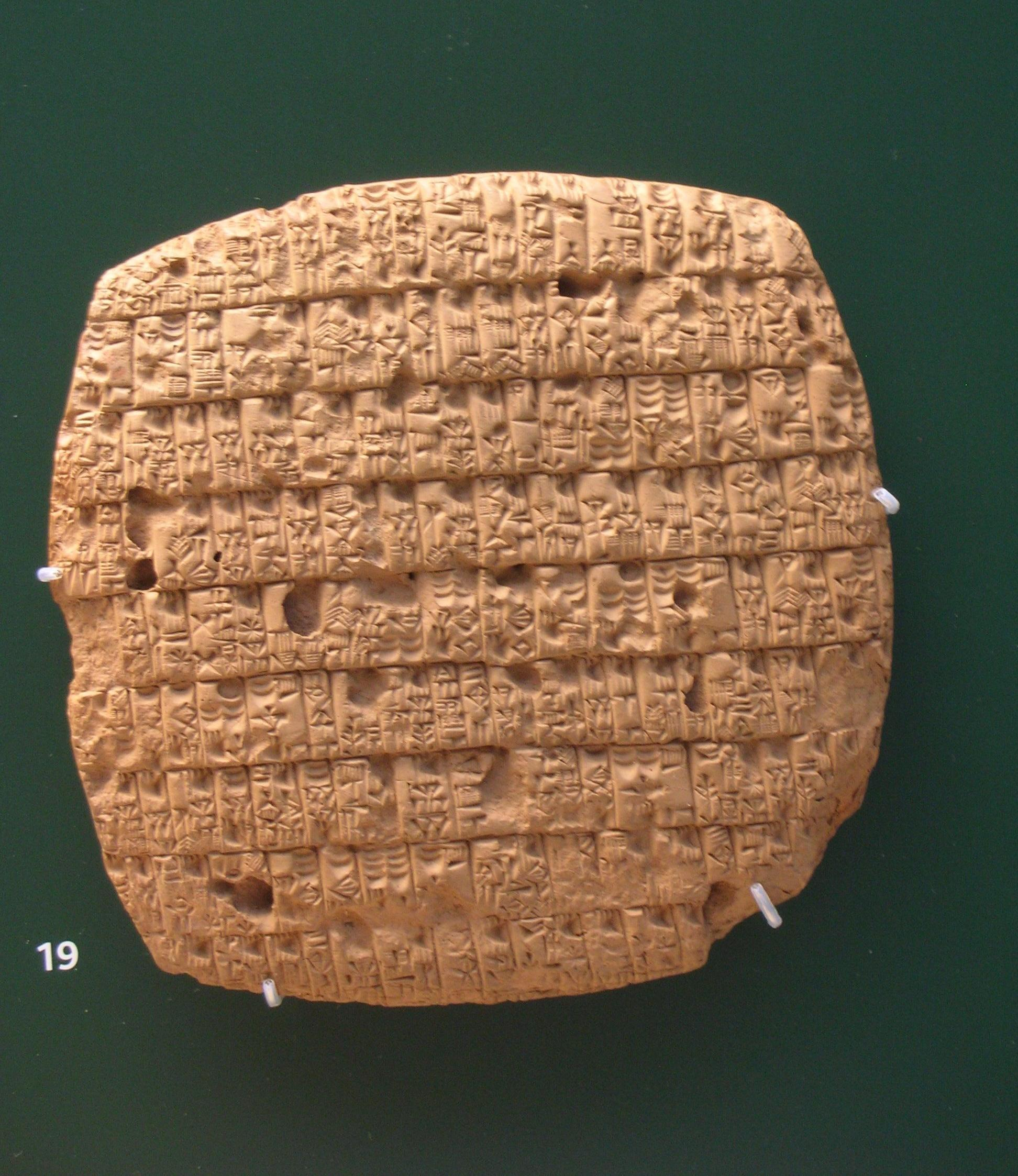
Uma das tabuinhas cuneiformes Tello

Cros realizou numerosas escavações em Tello, produzindo um número significativo de artefatos, alguns datando dos primeiros períodos da civilização suméria. Uma de suas realizações, considerada a mais importante em Tello, foi o traçado da grande muralha da cidade que tinha 32.5 ft (9.9 m) espessura. Em 1903, ele descobriu uma porta nas proximidades das famosas tabuinhas cuniformes de De Sarzac que forneciam evidências de que as tabuinhas eram armazenadas como parte de um arquivo administrativo do estado.
Durante seu tempo em Tello, ele permaneceu nominalmente com o 39º Regimento de Infantaria, transferindo-se para o 80º Regimento de Infantaria em 17 de fevereiro de 1903. Seu trabalho arqueológico foi reconhecido pela promoção a chef de bataillon (aproximadamente equivalente a major), no 116º Regimento de Infantaria, em 24 de junho de 1905 e por nomeação como oficial da Legião de Honra em 12 de março de 1906.
Cros foi transferido para o 33º Regimento de Infantaria em 25 de maio de 1906 e para o 5º Regimento de Infantaria em 22 de dezembro daquele ano. Ele deixou Tello após seu posto no 5º Regimento, mas voltou em 1909 para concluir sua pesquisa, pela qual foi elogiado por Gaston Doumergue, o Ministro de Belas Artes. Sua pesquisa, publicada no livro Nouvelles Fouilles de Tello (Novas Escavações em Tello) em 1911, foi saudada pela British Royal Asiatic Society como uma das mais importantes sobre o assunto da antiga Suméria. Quando Cros deixou Tello em 1909, o governo francês não conseguiu encontrar um sucessor adequado. Cros recebeu as Palmas de Ouro da Ordre des Palmes Académiques por seu trabalho acadêmico. Um substituto acabou sendo encontrado em 1914, mas a eclosão da guerra o impediu de assumir o cargo e o próximo chefe da missão francesa não foi nomeado até 1928.
Cros foi posteriormente promovido a tenente-coronel do 1º Tirailleurs argelino . Em abril de 1913, ele foi transferido para o 5º Tirailleurs argelino e empreendeu expedições no oeste do Marrocos de maio a agosto de 1913, pelas quais foi elogiado. Ele posteriormente participou da Guerra Zaian sob o comando do general Hubert Lyautey, liderando uma coluna de Rabat para capturar Khénifra. Outras colunas foram lideradas pelo tenente-coronel Henri Claudel de Meknes e pelo coronel Noël Garnier-Duplessix de Kasbah Tadla.

## Primeira Guerra Mundial
Após a eclosão da Primeira Guerra Mundial, Cros voltou da África para a França, com o 8º Regimento de Marcha (uma unidade ad hoc composta por tirailleurs e zouaves ). Sua unidade foi enviada para defender Paris na Primeira Batalha do Marne, onde recebeu a ordem de tomar a cidade de Saint-Prix, que mudou de mãos cinco vezes nos primeiros quatro dias de batalha. O movimento tinha como objetivo abrir caminho para a 42ª Divisão de Infantaria avançar à esquerda de Cros. Ele foi ferido na perna em uma ação em Mondement-Montgivroux em 9 de setembro que lhe rendeu uma menção em despachos e, posteriormente, sua descrição como "o mais corajoso dos bravos". Depois de dois dias seguindo sua unidade em uma carruagem puxada por cavalos, ele foi forçado a deixar seu comando.
Em 15 de setembro, Cros foi promovido temporariamente a coronel e em 20 de outubro recebeu o comando da 2ª Brigada Marroquina na Batalha de Yser. Sua promoção foi confirmada como permanente em 1º de novembro de 1914 e ele se tornou comandante da Legião de Honra em 10 de abril de 1915. Ele também recebeu mais uma menção em despachos como "um bravo soldado, um grande líder experiente, sábio, prudente, com autoridade natural" e foi premiado com o Croix de Guerre com palma. Na primavera, ele escreveu a um colega arqueólogo, Léon Heuzey, dizendo-lhe que "Continuo com meu trabalho como arqueólogo. Tal como em Tello, registro trabalhos de terraplenagem, mas em vez de artefactos de Gudea encontro cartuchos alemães, não é sem emoção".

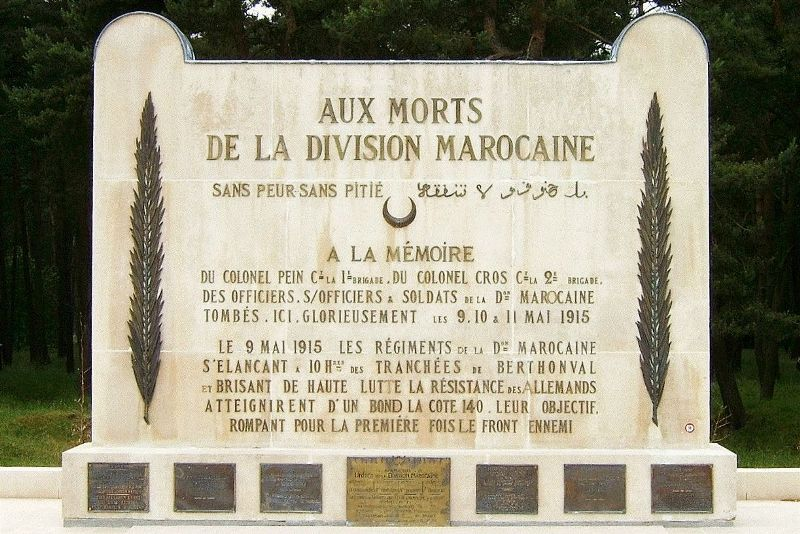
O Memorial da Divisão Marroquina, em Vimy Ridge, com o nome de Cros.

Mais tarde naquele ano, Cros liderou sua brigada, como parte da 1ª Divisão de Infantaria Marroquina, na Segunda Batalha de Artois - uma tentativa aliada de capturar Vimy Ridge com um assalto a 13 mi (21 km) largo trecho da frente. Cros teve o cuidado especial de inspirar um forte esprit de corps em seus homens e na véspera do ataque disse a eles: "Eu sou seu pai e vocês sabem que os amo como meus filhos, se quiserem mostrar que me amam em troca, lute e mate muitos Boche". Às 10h de 9 de maio de 1915, a brigada de Cros avançou em conjunto com a 1ª Brigada da divisão, uma unidade da Legião Estrangeira Francesa liderada pelo Coronel Pein. O bombardeio preliminar de cinco horas foi amplamente ineficaz e a divisão sofreu pesadas baixas ao alcançar as linhas alemãs, 3 mi (4.8 km) distante. No entanto, eles conseguiram expulsar os alemães e algumas unidades chegaram até as aldeias de Vimy e Givenchy-en-Gohelle. Na manhã seguinte, atingidos por sua própria artilharia e sob contra-ataque alemão, os franceses foram forçados a se retirar para suas próprias linhas durante o qual Cros foi morto. Cros foi um dos quase 2.000 homens da divisão marroquina mortos naquela ação, assim como o comandante da brigada, coronel Pein.
O colega de Cros, Huezey, o descreveu mais tarde como "um treinador de homens e um naturalista perspicaz cuja integridade era igualada por sua inteligência e bravura. Suas medalhas e uniforme estão na coleção do Musée zoologique de la ville de Strasbourg e ele é lembrado na inscrição no Memorial da Divisão Marroquina em Vimy.

Para os caídos da Divisão Marroquina

Sem medo, sem piedade

À memória do Coronel Pein, Comandante da 1ª Brigada, do Coronel Cros, comandante da 2ª Brigada, oficiais, suboficiais e soldados da Divisão Marroquina que gloriosamente deram a vida nos dias 9, 10 e 11 Maio de 1915. Em 9 de maio de 1915, os regimentos da Divisão Marroquina às 10h lançaram sua ofensiva das trincheiras de Berthonval e superaram com sucesso a feroz resistência do lado alemão para reivindicar a vitória sobre a Colina 140, seu objetivo - romper as linhas inimigas pela primeira vez.— Tradução da inscrição no Memorial da Divisão Marroquina em Vimy.